# 中国伊斯兰教

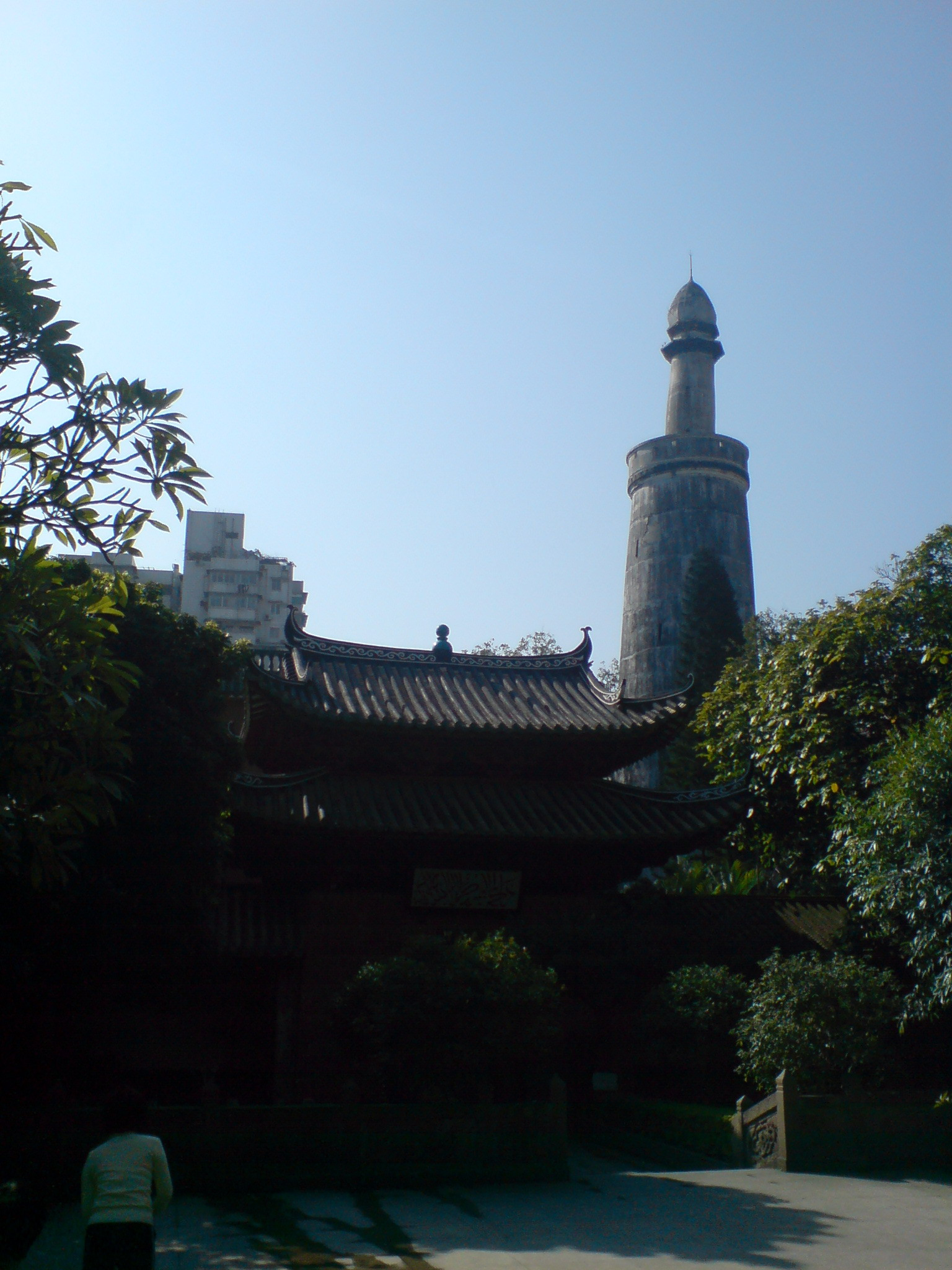
廣州懷聖寺——中国现存最早的清真寺，始建于公元627年

伊斯兰教在中國的教徒以境內少數民族為主軸，因历史上信奉此教的民族被中国人称为“回族”，伊斯兰教也被稱為回教。在公元7世纪即已有阿拉伯穆斯林侨居中國，以此算来伊斯兰教出现在中国已有一千三百多年的歷史。伊斯兰教在中国的传播始于元代，在明代开始本土化。在700年的时间里，伊斯兰教已是中国的传统宗教之一，伊斯兰文化也已是中国文化的一个重要组成部分。在2021年中國官方發布的資料中，中国有约2500万穆斯林，其中约一半生活在新疆。

## 传入中国

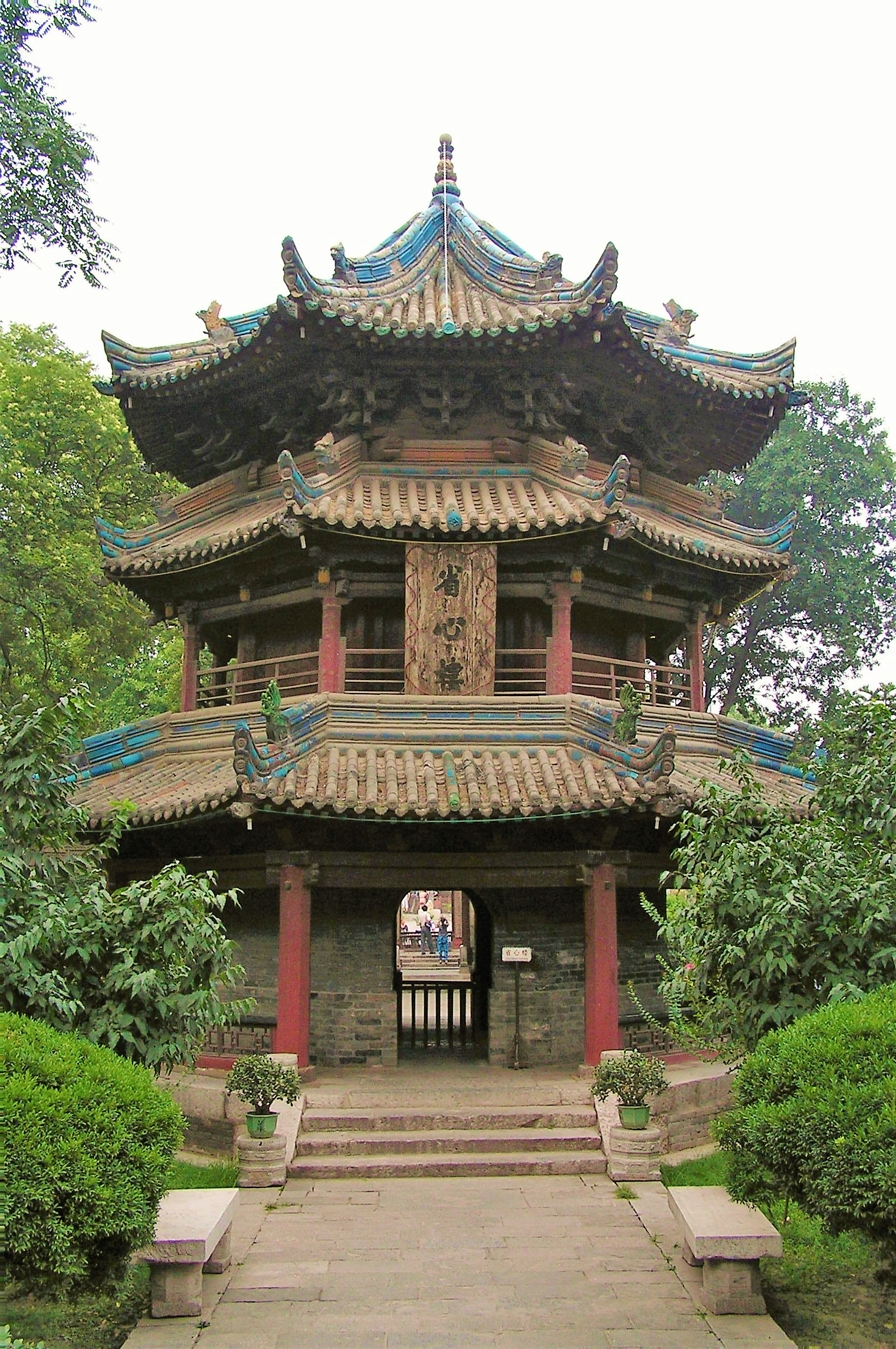
西安大清真寺，中國现存最古老的清真寺之一

伊斯兰教的入华路线有两条，一条是自西亚、北非、东非，经海上丝绸之路，從东南傳入；另一條是自西亚、中亚，经陆上丝绸之路，从西北传入。
唐朝時不少城市都有信奉伊斯兰教的阿拉伯人和波斯人侨居，他们在广州、泉州、杭州、扬州等地修建了中国最早的一批伊斯兰教的礼拜寺，并且经营了穆斯林的公共墓地。这些人唐宋时期被叫做“蕃客”，这一时期中国的伊斯兰教信仰还仅仅局限在蕃客当中（也包括土生蕃客）。
公元651年，穆罕默德归真后不足二十年，阿拉伯帝國的第三任哈里发奧斯曼派遣穆罕默德的舅父賽義德·本·阿比·瓦卡斯作為使節出使中國，受到唐高宗接見，並允許在廣州建立清真寺。
中國历史文献中对伊斯兰教最早的纪录是唐朝人杜环所著的《经行记》。他于玄宗天宝十载到代宗宝应元年（751-762）旅居阿拉伯国家（唐代称为大食）12年，回国后在他的书中对大食人的宗教信仰做了简要的叙述，将伊斯兰教称作「大食法」，穆罕默德稱為「摩訶末」。宋人趙汝适在《诸蕃志》里说的“大食教度”，与大食法是一个意思，都指的是大食人信仰的宗教。但唐宋时期的中国人对伊斯兰教还是相当陌生的，在文献记载里往往以敬事“鬼”、“神”，礼“佛”、拜“天”（见岳珂《桯史》、赵汝适《诸蕃志》、郑所南《心史》）去形容蕃客们念经、礼拜等伊斯兰教的宗教活动。宋朝人也稱之為「麻霞勿」。
元朝時有大量信奉伊斯兰教的突厥人、波斯人、阿拉伯人被蒙古人迁移到中国，他们是元代「色目人」的主体，在元朝的社会地位仅次于蒙古人，也是官员和军队中蒙古人以外的主要组成部分，他们在元代文献中被叫做“回回”。关于回回这个名称，最早见于北宋沈括的《梦溪笔谈》。他说的“回族”，实际上指的是居住在安西一带唐时称作“回鹘”的人。回族和回鹘音近，可能是后者的音转、大众语或者俗写。南宋时有人提到等“回族”，在含义上除了包括唐时人所说的回鹘外，也泛指敦煌以西的许多民族。在元代文献里，回纥和回鹘指当时的畏兀儿，回族则是指来自中亚和西亚的信仰伊斯兰教的突厥人、波斯人和阿拉伯人。元代文献也因此把回回人的信仰称作回族法（见《元史·世祖本纪》），或称作回族户体例（见《元典章·户部》）。同时，也把礼拜寺叫做回回寺，把伊斯兰教教长叫做回族掌教、回族大师。与此同时，那些久居东南沿海的蕃客和土生蕃客们，也被称作回族蕃客，成为回族人的一部分。明代仍习惯地沿袭这种称呼，把伊斯兰教称作回族教门、回族教，后又被简称为回教。

## 中国化
明朝政府对外來穆斯林采用同化政策。朱元璋推行民族同化政策，蒙古人、色目人同族不得自相嫁娶的诏令，洪武六年闰十一月颁定《大明律》时，将此诏收入其中，强行推行。与此同时，朱元璋又下诏“复衣冠如唐制”，对蒙古、色目等少数民族的“辫发椎髻、胡服、胡语、胡姓一切禁止”。在这种政策下，留居中國的回族人，逐漸和漢人融合，以漢話為母語，改為漢姓，不少清真寺亦貌似中國建築，但這些族群依然保留着伊斯蘭信仰，后来，由于大量的回族人在中国经过与汉族以及蒙古族长期的姻亲交往，相互融合，逐漸形成今日的回族前身。
清朝對於不同民族和宗教採取「分而治之」的政策。康熙四十八年赐进士出身通议大夫兵部侍郎鹿佑为《天方典礼》序文中称：“其微言妙义，切实渊深；天机人事，节目井然。……夫然后知清真一教，不偏不倚，直与中国圣人之教理同道合，而非异端曲说所可同语者矣。”礼部侍郎徐元正讀完《天方性理》亦稱：“言性理恰与吾儒合；其言先天后天，大世界小世界之源流次第，皆发前人所未发，而微言妙意视吾儒为详，……则是书之作也，虽以阐发天方，实以光大吾儒。”
雖然清朝有不少士人開始研究伊斯蘭教，翻譯古蘭經。但當時清朝政府對於伊斯蘭教採取較為壓制的態度。1862年至1877年間陝西、甘肅、青海等地發生大規模回族穆斯林的武裝反叛和對汉民等非穆斯林族群的屠殺，清廷擔憂回民反叛勢力顛覆其統治，於是進行強力鎮壓，最終平定了西北一帶的回民叛亂，招安了回民反叛勢力。清末，清朝西北一帶的陕西省和甘肃省（包括今天的甘肃省，宁夏回族自治区，青海省部分地区）发生了同治陕甘回变，共導致了至少两千万平民喪生（見同治陕甘回变）。同時，清朝西北一带的回疆也發生叛亂，清廷恐怕沙俄會趁機將勢力滲入中國回疆，派左宗棠平亂，最終正式建立新疆省。
中华民國時期，孫中山提出五族共和，军阀馬家軍（馬步芳及其家族）在西北地方为第一大军阀。
中华人民共和国成立后，在文革期間，伊斯蘭教和其它宗教同樣受到巨大的災劫。不少清真寺都被紅衛兵破壞。1975年，在云南爆发了回族武装反叛事件，遭当局镇压。后被称为沙甸事件。1978年之後，中国政府放宽了對伊斯蘭教的管制，現時中國的伊斯蘭教稍微有復興的趨勢，在各大城市有不少清真寺以及回族人聚居，而聚居在新疆、甘肅、寧夏等地的維吾爾、塔塔爾等族大部份都信奉伊斯蘭教。
2020年10月12日，中共中央统一战线工作部发布“伊斯兰教朝觐事务管理办法”，规定除中国伊斯兰教协会以外，任何人不得组织朝觐活动。该办法于2020年12月1日起开始实施。

## 教徒人口
因中国伊斯兰教历史悠久，穆斯林散布全国，而主要聚居区则在中国西北的新疆維吾爾自治區、寧夏回族自治區，以及甘肅、青海和中国西南的雲南。中國官方2021年發布的資料指出，中国的穆斯林有约2500万人，其中有约一半生活在新疆。
據中國官方2018年發佈的資料，中國的穆斯林人口達2000多萬人，2019年官方稱達2300萬人，2019年外媒則估計其總數在2200萬至2300萬人之間。主要由基本全民信仰伊斯兰教的少数民族组成。
这十個民族中，回族通用汉语；维吾尔族、哈萨克族，乌孜别克族，塔塔尔族，柯尔克孜族，撒拉族使用突厥语；塔吉克族使用伊朗语；东乡族和保安族使用不同的蒙古语。
中国的其他民族中也有少数人信奉伊斯兰教，如汉族穆斯林、满族穆斯林、蒙古回族（蒙古族穆斯林、托茂人）、藏族穆斯林（卡力岗人）、白族穆斯林（白回）、傣族穆斯林（帕西傣）等。
據美國中央情報局《世界概況》統計，中國大約有1%-2%人口為伊斯蘭教徒，但亦有人認為這個統計數字可能偏低。

## 教派
伊斯兰教分逊尼派和什葉派两大宗派。塔吉克族信奉什叶派的伊斯玛仪派，莎车县一小部分维吾尔族信奉什叶派派的十二伊玛目派。回族，维吾尔族，哈萨克族，乌孜别克族（乌兹别克族），塔塔尔族，柯尔克孜族，撒拉族，东乡族，保安族信奉逊尼派。而中国的伊斯兰教中，旧教为格底目，後有一些新教派陸續傳入，如伊赫瓦尼，賽萊菲耶。中國的伊斯蘭教派也包含一些蘇菲派別，如虎夫耶与哲合忍耶、尕德忍耶、库布忍耶合称四大門宦。

## 文化
伊斯蘭教對中國的科技、哲學、藝術、建築和飲食等都帶來不少影響。

### 建築
西安大清真寺是明朝重建的，外貌近似中式建筑。

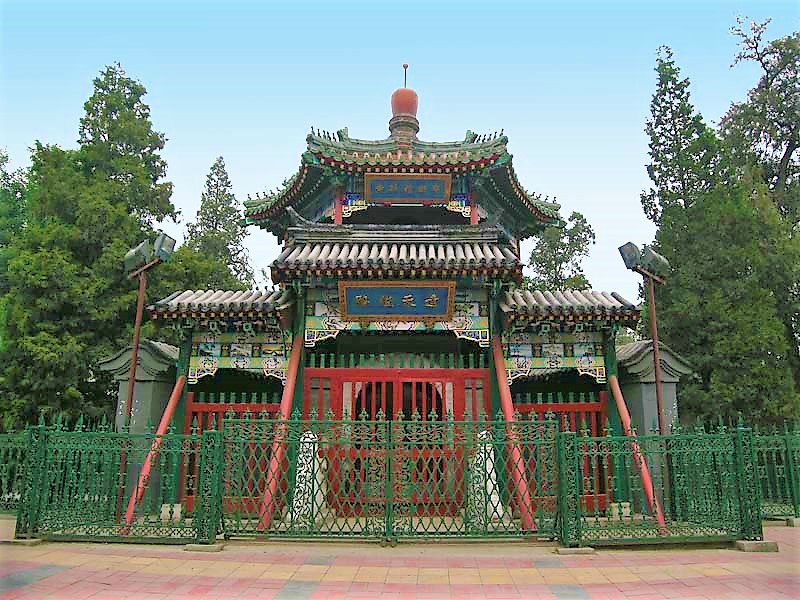
北京牛街清真寺

位於喀什附近的阿帕克和卓墓

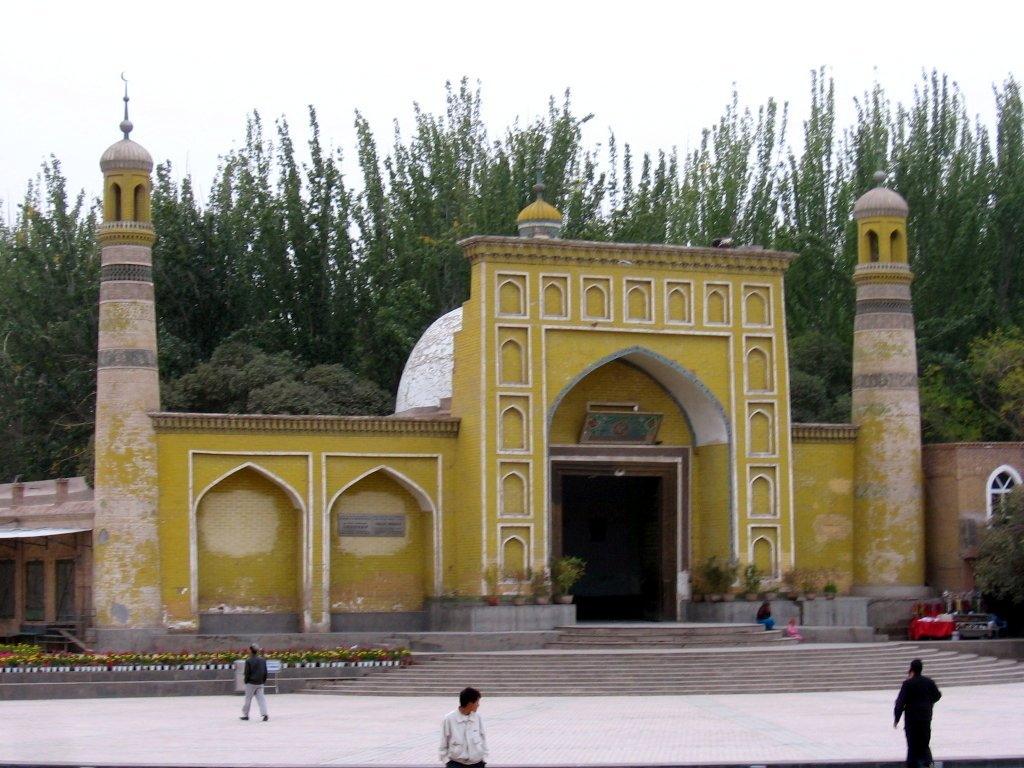
艾提尕尔清真寺

除此之外，在新疆的伊犁、喀什等地都有清真寺，它們的建築風格則和較為接近伊斯兰建筑。
元大都的建設有来自大食国的建筑师亦黑迭儿丁的參與，奠定了今天北京市的規模。

### 飲食

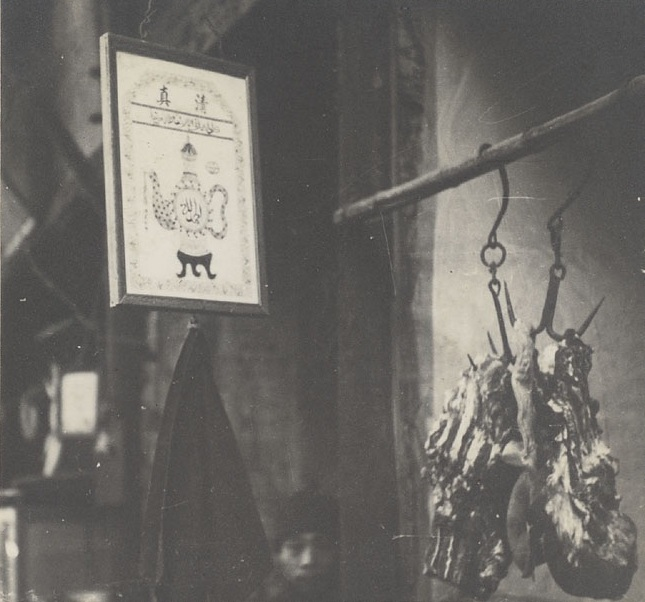
漢口，湖北省，中華民國；1934-1935年。在回民族買肉店外的店牌有「清」，「真」兩字，代表伊斯蘭教符合教規食物的意思（“清真菜”）。

中國不少城市都有清真菜的餐店，專門售賣符合教規的食物（Halal），較為人熟悉的是兰州牛肉面、牛肉米粉、綠豆粉等由汉族餐食在食材上做了改动的菜式。

### 書法

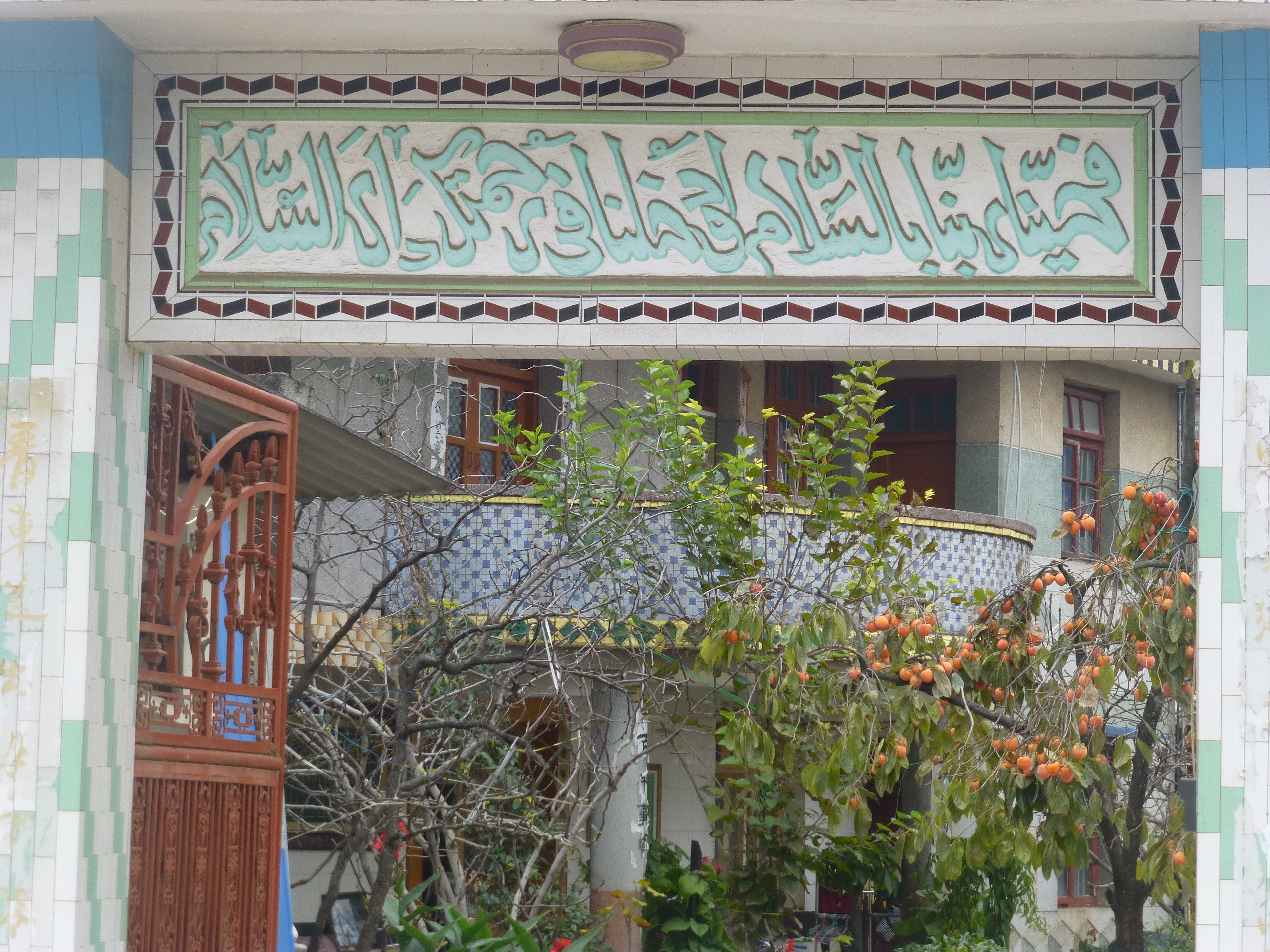
云南省玉溪市通海县河西镇大回村清真寺的楹联

中國有不少清真寺，如西安大清真寺的門柱上刻有對聯，外貌似方塊字，但其實是由阿拉伯文組成。國內現在亦有一些書法家，以中國書法的風格寫阿拉伯字，如米广江先生。
中国境内信奉伊斯兰教的回族、东乡族与撒拉族，为教导启蒙儿童学习汉语，创制了“小兒經”，以阿拉伯字母作为拼音拼写汉语。

### 武術
中國穆斯林有習武之俗，許多清真寺還設立習武場，有的阿訇本身就文武雙全，除了講經上課外，還自任武術教練，幫助、指導滿拉習武。有諺語説“南京到北京，查拳來自教門中”。穆斯林武術種類很多，歷史上曾經被稱為“昆侖派”或“教門拳”。
民間流行的查拳、回族十八肘、教門彈腿、湯瓶七式拳、八極拳、八門拳、心意六合拳、保定快跤、白猿通臂拳、通備拳、馬家拳、護手拳、穆斯林八卦太極拳、雙刀、大刀、阿里劍、伸縮劍、古蘭劍、燕尾劍、魚尾劍、河州棍、馬家槍、沙家槍、環子錘等，均屬穆斯林的武術。其中回族十八肘、教門彈腿、查拳等曾作為國術列入民國時期軍事訓練項目中。
除此之外，維吾爾族有一種接近中亚風格的武術。

## 教育
在最近二十年，中國有部份清真寺及公立學校提供伊斯蘭相關的教育，亦有一部份學生在海外的伊斯蘭大學升學。

## 組織
中国伊斯兰教由中国伊斯兰教协会管理，在1953年於北京成立，由十個民族的代表組成。

## 困境与發展
中国的伊斯兰教主要是逊尼派。比較特別的是，在中國有女性的伊瑪目。每年都有不少中國的伊斯蘭教徒前往聖城麥加朝覲，2007年大約有10,700中國伊斯蘭教徒前往麥加朝覲，與其他東亞國家或地區相比較，中國有一定數量的穆斯林。
2022年8月31日，联合国人权事务高级专员巴切莱特发布《人权高专办对中华人民共和国新疆维吾尔自治区人权关切问题的评估》，指称中国以反击恐怖主义和极端主义为名严重侵犯新疆维吾尔族和穆斯林的人权。报告中称在新疆发现一系列人权受到不当限制的情况，并引用受害者的话证实酷刑和不人道待遇广泛存在，伊玛目阿西姆神庙等圣地被毁。
2023年5月27日，云南省玉溪市通海县纳古回族自治乡政府派人强行改建纳家营清真寺，引起当地伊斯兰教徒不满，进而与警员发生冲突。

## 重要人物
- 王岱輿，明朝的伊斯蘭學者
- 杜文秀，云南回变起事者
- 白彦虎，马化龙，任武同治陝甘回變起事者
- 馬德新，清朝《古蘭經》的最早翻譯者
- 劉智，清朝伊斯蘭學者
- 馬永貞，清末拳師
- 馬堅，民國時期古蘭經的翻譯者
- 馬家軍，民國時期的軍閥，包括马步芳、马鸿逵和马鸿宾等，回民
- 白崇禧，中華民國軍官，文學家白先勇的父親
- 白壽彝，歷史學家
- 吐赫提·土亚兹，維吾爾族歷史學家和作家
- 张承志，當代回族作家
- 米廣江，伊斯兰书法家
- 馬賢達，武術教授
- 左宝贵，甲午三杰之一